# Verrayes
Verrayes (pron. fr. AFI: [veʁɛj] ) è un comune italiano di 1 256 abitanti della Valle d'Aosta.

## Geografia fisica

### Territorio
- Classificazione sismica: zona 4 (sismicità molto bassa)[4]

### Clima
A Verrayes, le estati sono gradevoli, gli inverni sono rigidi e nevosi, è parzialmente nuvoloso tutto l'anno. Durante l'anno, la temperatura in genere va da -8 °C a 23 °C ed è raramente inferiore a -12 °C o superiore a 26 °C.

In base alla valutazione turismo, il miglior periodo dell'anno per visitare Verrayes per attività che richiedono temperature miti è da fine giugno a fine agosto.

## Origini del nome
Secondo Pierre-Louis Vescoz, l'origine del toponimo di Verrayes è incerta, e deriverebbe da Verus aer, ovvero "aria e clima buoni". Potrebbe ricercarsi nel nome "vervactum" che significa terra messa a riposo.  L'ipotesi più accreditata è quella di vers - ayes, cioè "verso le acque" in francese antico.

## Storia
Nel territorio è accertata la presenza di insediamenti preistorici.
Il toponimo Diémoz, che deriva da ad Decimum ab Augusta lapidem (= decima pietra miliare da Aosta) lungo la Via delle Gallie, rievoca la presenza di una mansio di epoca romana in loco, dove è stato rinvenuto anche un sarcofago romano trasformato in seguito in bacino di fontana.
In epoca fascista, il comune fu accorpato a quello di Ciambave.

### Simboli
Lo stemma e il gonfalone sono stati concessi con decreto del presidente della Repubblica del 9 febbraio 1994.
La prima parte dello stemma comunale riprende il blasone dei nobili Saluard, che si stabilirono a Verrayes verso il 1385 e si estinsero all'inizio del XVI secolo (di nero, a tre scaglioni d'argento, accompagnati da tre rose, due in capo e una in punta, dello stesso, bottonate d'oro); la seconda ricorda invece i nobili Fabri, signori del feudo di Cly di cui Verrayes faceva parte (d'oro, seminato di chiavi poste in palo di rosso, al leone attraversante dello stesso).
Il gonfalone è un drappo partito di rosso e di azzurro.

## Monumenti e luoghi d'interesse
- Arboretum Pierre-Louis Vescoz
- Chiesa parrocchiale di San Martino di Tours, in località Église
- Area attrezzata di Champlong
- In località Marseillier, la Maison Saluard, casaforte del XV secolo che presenta affreschi attribuiti a Giacomino da Ivrea[11]
- Riserva naturale dello stagno di Lozon
- Cappella di Grumey
- La Via Francigena attraversa il comune nelle sue frazioni più basse, coincidendo con il Chemin des vignobles (francese per "Cammino dei vigneti"), per raggiungere il comune di Chambave
- Ru de Marseiller
- Ru de Joux
- Ru de Chavacour

## Società

### Evoluzione demografica
Abitanti censiti

### Lingue e dialetti
Come nel resto della regione, anche in questo comune è diffuso il patois valdostano.

## Cultura

### Feste e sagre
- La Féta de la sarieula, in patois verrayon La sagra del timo, a metà maggio in località Rapy[13][14].

## Economia
In passato sul territorio comunale erano attive due miniere di rame, in località Vencorère. Importante era anche l'attività estrattiva del marmo, come nella cava tra Ollian e Marseiller, oggi dismessa. L'economia odierna si basa principalmente sull'agricoltura e allevamento bovino. Nella parte bassa invece viene coltivato il vigneto.

## Amministrazione
Verrayes fa parte dell'Unité des Communes valdôtaines Mont-Cervin.
Di seguito è presentata una tabella relativa alle amministrazioni che si sono succedute in questo comune.
| Periodo           | Periodo          | Primo cittadino | Partito          | Carica  | Note   |
| ----------------- | ---------------- | --------------- | ---------------- | ------- | ------ |
| 29 maggio 1985    | 6 giugno 1990    | Ivo Lavévaz     | -                | Sindaco | [ 15 ] |
| 6 giugno 1990     | 29 maggio 1995   | Ivo Lavévaz     | -                | Sindaco | [ 15 ] |
| 29 maggio 1995    | 8 maggio 2000    | Ivo Lavévaz     | Union Valdôtaine | Sindaco | [ 15 ] |
| 8 maggio 2000     | 9 maggio 2005    | Claudio Foudon  | lista civica     | Sindaco | [ 15 ] |
| 9 maggio 2005     | 25 maggio 2010   | Erik Lavévaz    | lista civica     | Sindaco | [ 15 ] |
| 24 maggio 2010    | 11 maggio 2015   | Erik Lavévaz    | lista civica     | Sindaco | [ 15 ] |
| 11 maggio 2015    | 24 dicembre 2019 | Erik Lavévaz    | Union Valdôtaine | Sindaco | [ 15 ] |
| 21 settembre 2020 | in carica        | Wanda Chapellu  | lista civica     | Sindaco | [ 15 ] |

### Gemellaggi
- Chantepie

## Sport
Lo tsan e il palet, caratteristici sport tradizionali valdostani, sono molto popolari.

## Galleria d'immagini

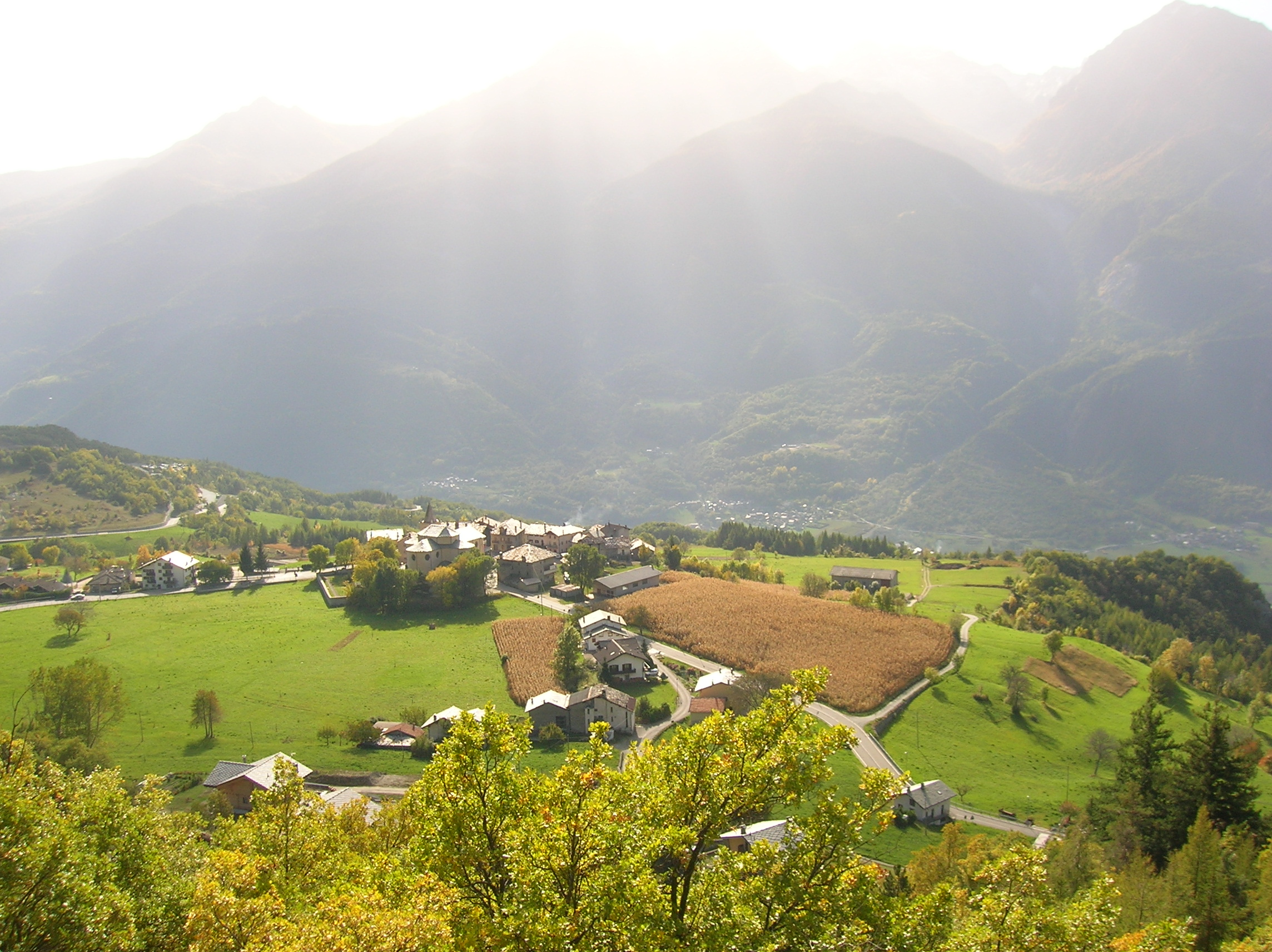
Panorama di Verrayes dall'Arboretum Pierre-Louis Vescoz
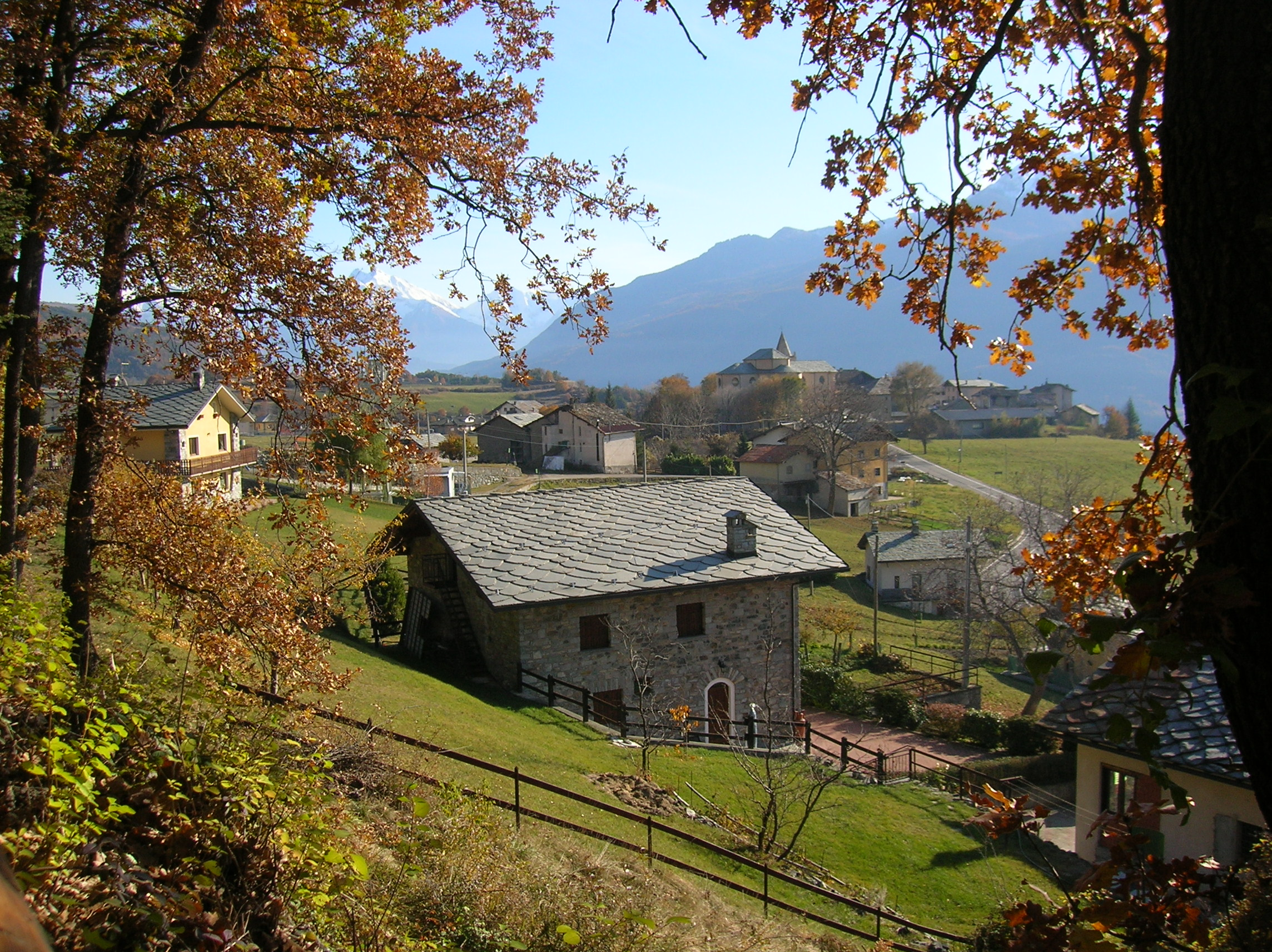
Panorama di Verrayes dall'Arboretum Pierre-Louis Vescoz
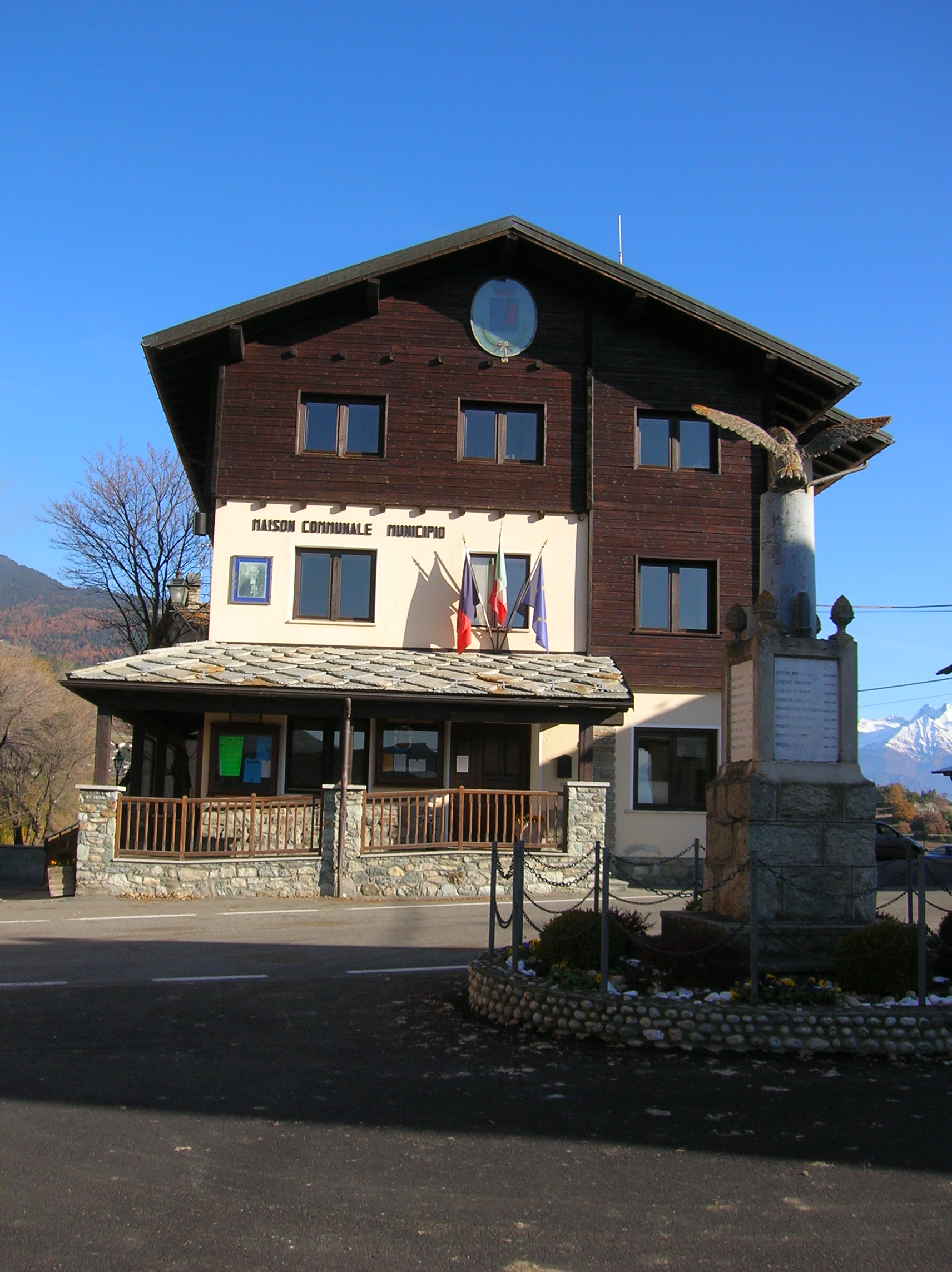
Il municipio (in francese, Maison communale)
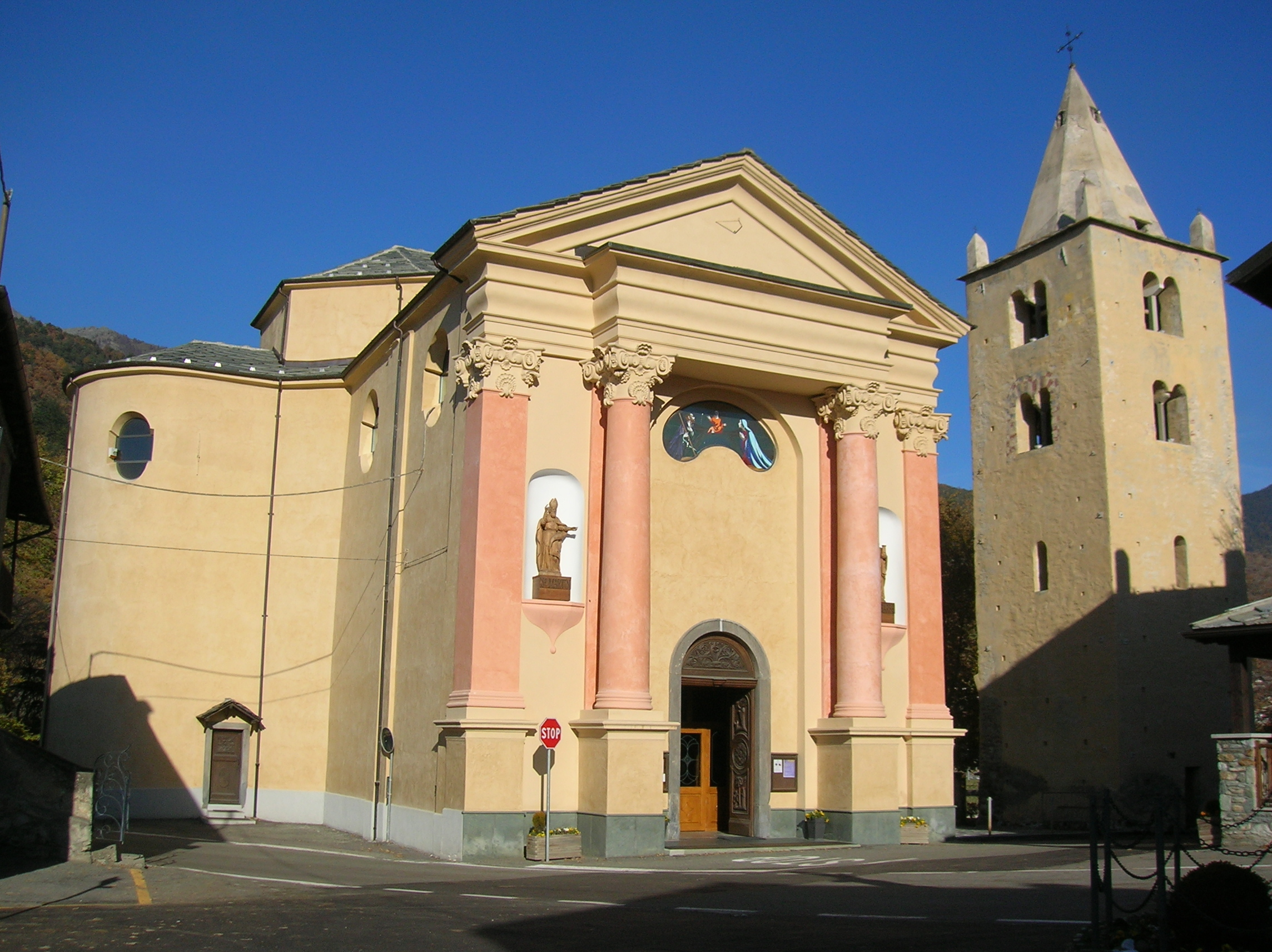
La Chiesa di San Martino
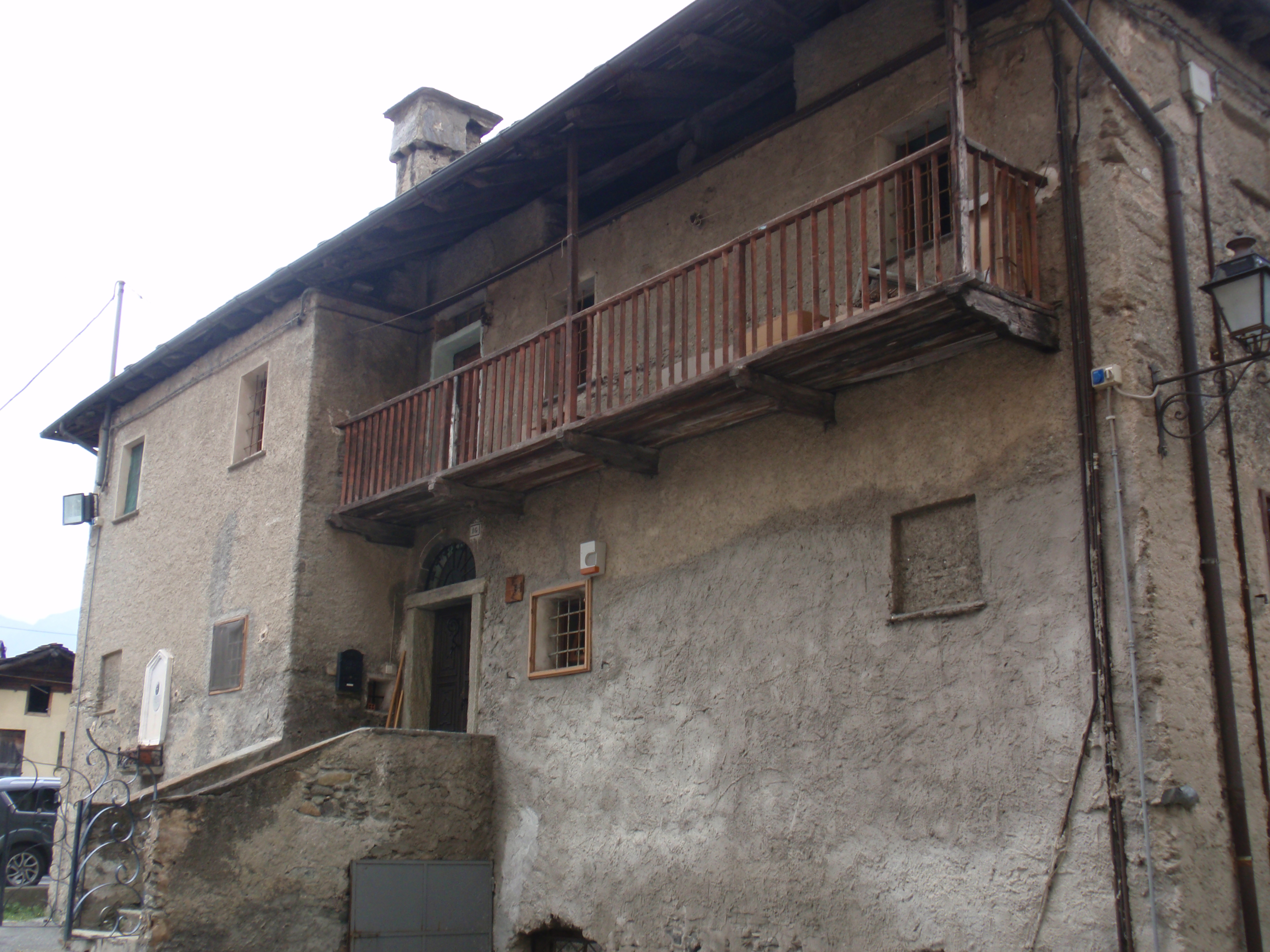
La dimora del parroco, situata nel capoluogo, in stile valdostano
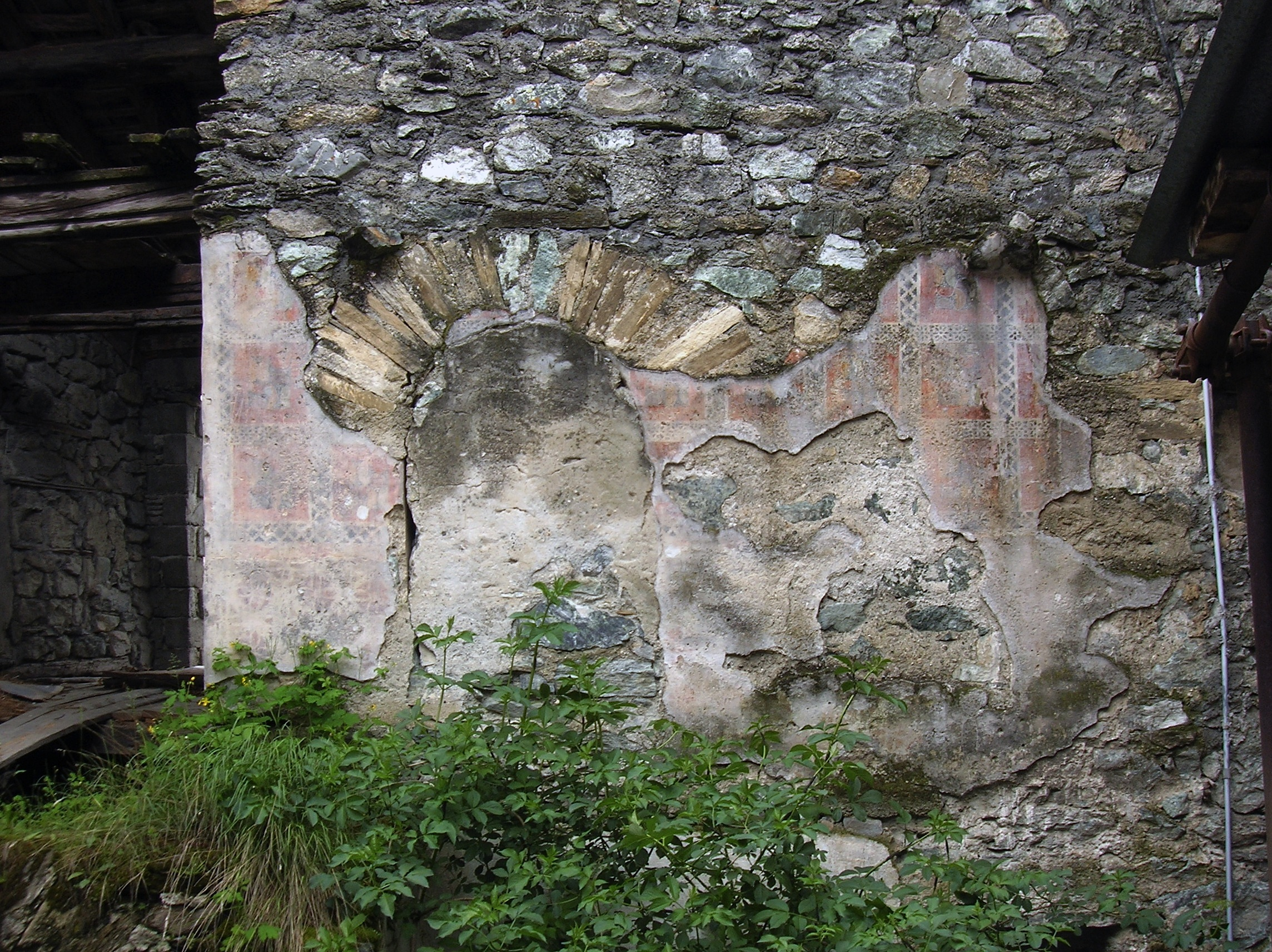
Affreschi nella Maison Saluard